# اولان تایگا
اولان تایگا (انگلیسی: Ulaan Taiga) یک رشته‌کوه در شمال غربی استان خوفسگول در کشور مغولستان و مرز این کشور با روسیه است‌.